# Cronologia da Guerra dos Farrapos
Esta é uma cronologia da Guerra dos Farrapos.

## 1835
- 18 de setembro: reunião na loja Maçônica Philantropia e Liberdade, decide pelo início da revolta.
- 20 de setembro: Início da Guerra dos Farrapos com o ataque a Porto Alegre.
- 21 de setembro: Marciano José Pereira Ribeiro é nomeado governador da província.

## 1836
- 16 de fevereiro: Américo Cabral de Melo é nomeado governador da província.
- 28 de março: Marciano José Pereira Ribeiro é nomeado governador da província.
- 9 de abril: o capitão Francisco Pinto Bandeira surpreende os farroupilhas em Torres, derrotando-os.[1]
- 22 de abril: Onofre Pires derrota em Mostardas os legalistas comandados pelo capitão Francisco Pinto Bandeira, ordena o fuzilamento dos prisioneiros.[1]
- 12 de junho: Bento Gonçalves derrota em Arroio dos Ratos, uma tropa de Bento Manuel, que consegue fugir.[1]
- 13 de junho: Domingos Crescêncio derrota o legalista João da Silva Tavares na lagoa Cajubá.[1]
- 15 de junho: Recuperação de Porto Alegre pelos legalistas.
- 15 de junho: José de Araújo Ribeiro  é nomeado governador da província.
- 4 de julho: Antônio Elzeário de Miranda e Brito é nomeado governador da província.
- 24 de julho: José de Araújo Ribeiro é nomeado governador da província.
- 10 de setembro: Batalha do Seival.
- 11 de setembro: O coronel farroupilha Antônio de Souza Neto proclama a República Rio-Grandense, capital Piratini.
- 3 de outubro a 4 de outubro: Batalha do Fanfa.
- 4 de outubro: Derrota das tropas de Bento Gonçalves, chefe dos farroupilhas, no rio Jacuí.
- 4 de outubro: Bento Gonçalves é capturado pelas forças do Império, na Batalha do Fanfa, em Triunfo. Junto ao líder farroupilha, também vão presos Tito Lívio Zambeccari, Pedro Boticário, Onofre Pires, José de Almeida Corte Real e José Calvet.
- 6 de novembro: A República de Piratini é estabelecida.
- 6 de novembro: Bento Gonçalves, então preso por forças imperiais, foi aclamado presidente da República Rio-Grandense. Entretanto, devido a tal infortuito, foi necessário eleger um novo presidente. O escolhido foi José Gomes de Vasconcelos Jardim.

## 1837
- 5 de janeiro: Antero José Ferreira de Brito é nomeado governador da província.
- 15 de março: Onofre Pires e Corte Real escapam da prisão no Rio de Janeiro.
- 23 de março: Bento Manuel prende o governador da província e volta para o lado farroupilha.
- 1 de abril: Américo Cabral de Melo é nomeado governador da província.
- 15 de maio: Gen. Neto ataca Porto Alegre
- 16 de maio: Francisco das Chagas Santos é nomeado governador da província.
- 6 de junho: Feliciano Nunes Pires é nomeado governador da província.
- 2 de julho: acontece o combate de Ivaí, 50 legalistas são mortos.
- 12 de agosto: Gen. Neto conquista Triunfo.
- 10 de setembro: Fuga de Bento Gonçalves do Forte do Mar, na Bahia.
- 3 de novembro: Antônio Elzeário de Miranda e Brito é nomeado governador da província.
- 18 de novembro: O Corpo Policial da Província de São Pedro do Rio Grande do Sul é criado.
- 16 de dezembro: Bento Gonçalves reassume a Presidência da República Rio-Grandense.

## 1838
- 31 de março: governador Elzeário tenta vencer os rebeldes em Viamão
- 1.º de abril: Elzeário marcha para Rio Pardo
- 7 de abril: Farroupilhas conquistam Caçapava do Sul
- 30 de abril: Batalha do Barro Vermelho - os farrapos tomam Rio Pardo, a Tranqueira Invicta.
- 11 de maio: Terceiro cerco de Porto Alegre
- 29 de agosto: Bento Gonçalves lança seu manifesto em Piratini
- 1.º de setembro: circula o primeiro exemplar de O Povo, jornal oficial farrapo
- 5 de setembro: apreendida a sumaca Mineira
- 6 de outubro: criação da Vila Setembrina

## 1839
- 1.º de janeiro:Bento Gonçalves ordena a mudança da capital farroupilha para Caçapava do Sul
- 2 de janeiro: o governador Elzeário dá início a uma ofensiva contra os farroupilhas em Porto Alegre
- 1.º de fevereiro: Elzeário ataca Viamão, defendida por Bento Gonçalves. Bento Manuel Ribeiro toma duas canhoeiras e um lanchão legalista no Rio Caí, inviabilizando a ofensiva legalista.
- 10 de março: Farrapos invadem Lages
- 13 de abril: Greenfeld ataca o estaleiro farroupilha em Camaquã
- 14 de abril: no Combate do Faxinal, os imperiais tomam uma canhoeira, matam dois e prendem dez farroupilhas ligados ao Gen. Neto.
- 12 de junho: João Dias de Castro é nomeado governador da província.
- 24 de junho: Saturnino de Sousa e Oliveira Coutinho é nomeado governador da província.
- 22 de julho: Laguna é tomada pelos farroupilhas.
- 24 de julho: A República Juliana é um estado proclamado em Santa Catarina.
- 21 de agosto: A base naval farroupilha em Camaquã é destruída.
- 15 de novembro: Laguna é retomada pelos legalistas, é o fim da República Juliana.
- 14 de dezembro: Francisco Xavier da Cunha é derrotado pela tropa de Teixeira Nunes.

## 1840
- 12 de janeiro: a tropa de Teixeira Nunes é dizimada pelos imperiais, dos 450 combatentes, menos de 50 consegue retornar a Lages e depois ao Rio Grande do Sul.
- 10 de fevereiro: é convocada pelos farroupilhas uma Assembleia Constituinte e Legislativa, só viria a se reunir dois anos depois.
- 25 de fevereiro: Filipe de Oliveira Néri deixa Porto Alegre, por Caí, e com sua tropa ataca os farroupilhas em Viamão.
- 3 de março: vindo de Rio Grande, passando por Caí, Manuel Jorge e sua tropa atacam Viamão.
- 3 de maio: combate do Taquari. Última edição de O Povo.
- 27 de julho: Francisco José de Sousa Soares de Andréa  é nomeado governador da província.
- 30 de novembro: Francisco Alves Machado é nomeado governador da província.

## 1841
- 17 de abril: Saturnino de Sousa e Oliveira Coutinho é nomeado governador da província.

## 1842
- 20 de janeiro: Bento Gonçalves e 300 homens, atacam uma tropa de Chico Pedro, mas são derrotados, tendo 36 mortes, 20 prisioneiros, os imperiais tem somente 3 mortes e 7 feridos
- 3 de março: o imperial Procópio Gomes de Melo derrota Domingos de Oliveira, em Pelotas.
- 26 de junho: José Maria da Silva Bittencourt assume o comando das forças legalistas.
- 27 de junho: forças imperiais atacam Piratini, prendendo José Mariano de Matos e Joaquim Pedro Soares.
- 24 de setembro: Caxias é nomeado governador da província e comandante das armas.
- 9 de novembro: Caxias assume como governador da província e comandante das armas.
- 1 de dezembro: reúne-se a Assembleia Constituinte e Legislativa Farroupilha, convocada pelos farroupilhas em fevereiro de 1840.

## 1843
- 11 de janeiro: Caxias transpõe o Canal São Gonçalo e inicia a campanha contra os farrapos.

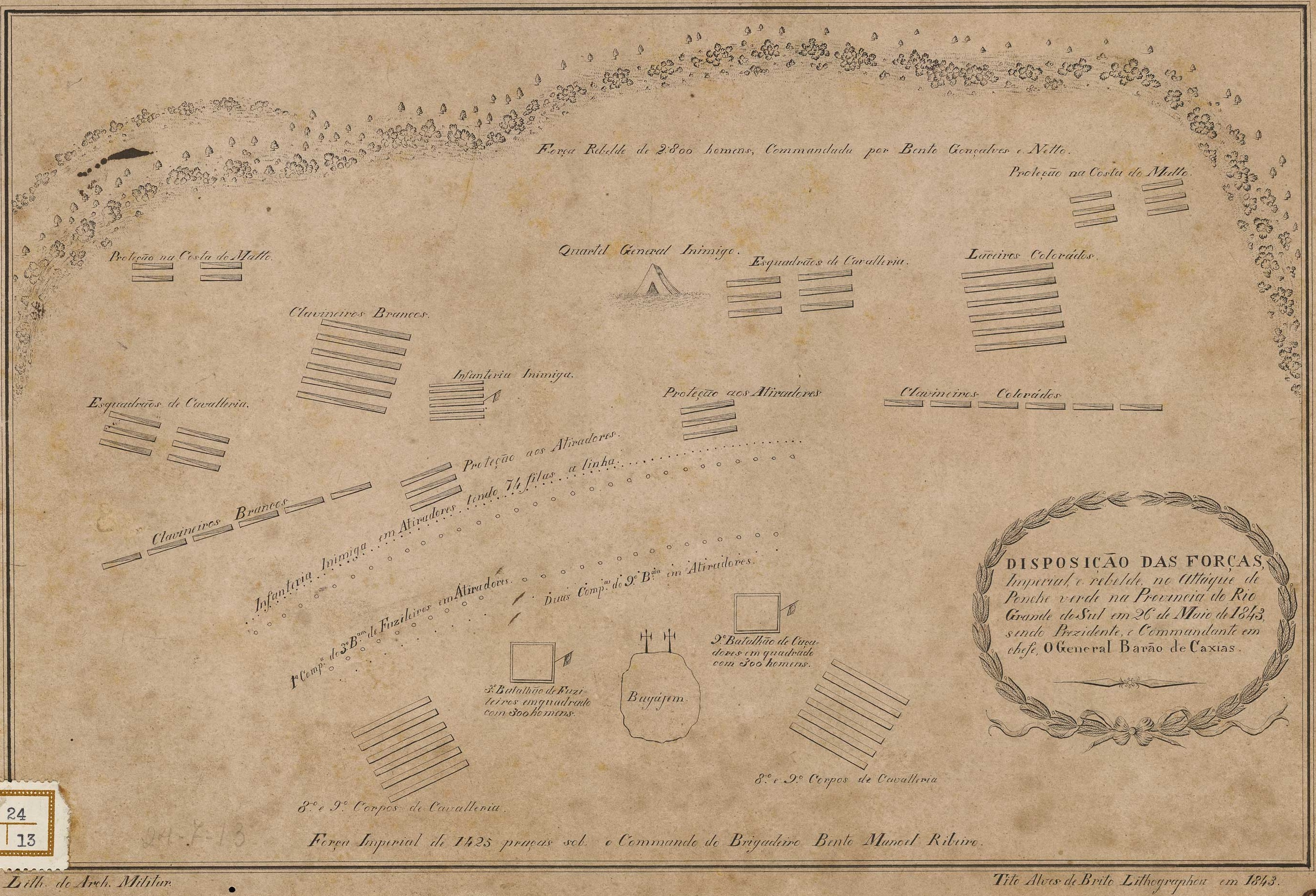
Disposição das forças imperiais e rebeldes na batalha de Ponche Verde, na Província do Rio Grande do Sul em 26 de maio de 1843.

- 24 de janeiro: concedido perdão aos desertores que se apresentassem à República até 28 de fevereiro.
- 10 de fevereiro: encerrados os trabalhos da Assembleia Constituinte farroupilha.
- 12 de fevereiro: Caxias organiza o exército imperial, chamando Bento Manuel. Antônio Paulo da Fontoura, vice-presidente farrapo, é assassinado em Alegrete.
- 19 de fevereiro: Sousa Neto e Canabarro reúnem suas forças no Passo do Rosário.
- 1.º de março: Último número do jornal O Americano.
- 4 de março: Primeira edição do jornal Estrela do Sul. Jerônimo Jacinto Pereira derrota uma tropa farroupilha comandada por José Soares Portinho.
- 15 de março: Última edição do jornal Estrela do Sul.
- 19 de março: Caxias chega a São Gabriel com seu exército.
- 26 de maio de 1843: Batalha do Ponche Verde.
- 4 de agosto: Bento Gonçalves renuncia a presidência. Assume pela segunda vez Gomes Jardim, que deterá o último mandato da República Rio-Grandense.

## 1844
- 27 de fevereiro: duelo entre Bento Gonçalves e Onofre Pires, Onofre é ferido e morre dias depois.
- 14 de novembro: Batalha dos Porongos.
- 7 de dezembro: ataque de Davi Canabarro a Encruzilhada do Sul.
- ? de 1844: Davi Canabarro recebe proposta de ajuda Militar do Governador Argentino Juan Manuel de Rosas, mas nega a proposta.

## 1845
- 22 de fevereiro: Canabarro reúne em Ponche Verde um conselho de oficiais para discutir termos de um tratado de paz, cujo conteúdo já se encontrava assinado pelo barão de Caxias, representante do lado do Império.
- 1 de março: Fim da Guerra dos Farrapos. Representando o lado farrapo, o Comandante-em-chefe do exército republicano David Canabarro assina o Tratado de Ponche Verde.